# Klingheumatte Schloßau
Das Gebiet Klingheumatte Schloßau ist ein am 15. September 1987 vom Regierungspräsidium Karlsruhe durch Verordnung ausgewiesenes Naturschutzgebiet auf dem Gebiet der Gemeinde Mudau im Neckar-Odenwald-Kreis.

## Lage
Das 6,5 Hektar große Schutzgebiet im Odenwald liegt etwa 500 Meter östlich des Mudauer Ortsteils Schloßau. Das Schutzgebiet umfasst lediglich das Flurstück Nr. 508 auf der Gemarkung Schloßau. Es gehört zum Naturraum Sandstein-Odenwald.

## Schutzzweck
Wesentlicher Schutzzweck des Naturschutzgebiets ist laut Verordnung „die Erhaltung seltener Lebensgemeinschaften des Flachmoores und Birkenbruches als Lebenstätte seltener und gefährdeter Tier- und Pflanzenarten; des landeskundlich, kulturhistorisch und waldgeschichtlich bedeutsamen Waldbildes [sowie] eines aufgrund seiner Eigenart und Schönheit reizvollen Waldbestandes.“

## Landschaftscharakter
Das Gebiet ist überwiegend bewaldet. Im Wald befinden sich zwei kleinere Tümpel. Im Osten des Gebiets befindet sich eine Waldlichtung mit bodensaurem Magerrasen auf einem wechselfeuchten Standort. Dieser war brachgefallen und wurde Anfang der 2000er-Jahre wieder freigestellt. Bemerkenswert ist hier ein Vorkommen des Keulen-Bärlapps.